# Parhexapodibius castrii
Parhexapodibius castrii är en djurart som tillhör fylumet trögkrypare, och som först beskrevs av Giuseppe Ramazzotti 1964.  Parhexapodibius castrii ingår i släktet Parhexapodibius och familjen Calohypsibiidae. Inga underarter finns listade i Catalogue of Life.